# Rohrdorf (Baden-Württemberg)
Rohrdorf é um município da Alemanha, no distrito de Calw, na região administrativa de Karlsruhe , estado de Baden-Württemberg.